# Calico (Californie)
Pour les articles homonymes, voir Calico.

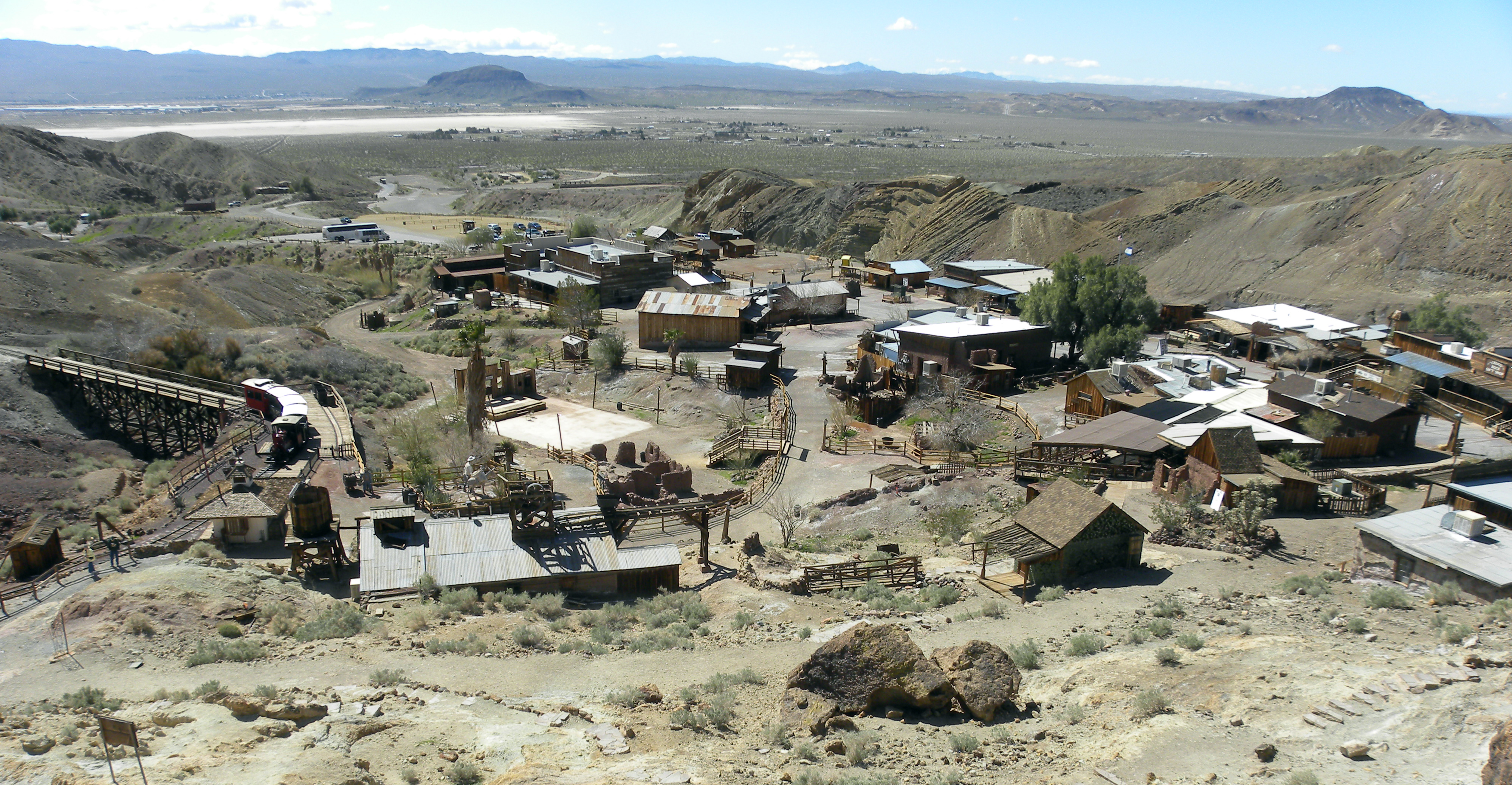
Calico dans le désert de Mojave.

Calico est une ville fantôme située dans le désert de Mojave en Californie du Sud. Fondée en 1881 près de mines d'argent, elle est au début du XXIe siècle un parc de comté. Elle fait partie du comté de San Bernardino. Elle a été convertie aujourd’hui en parc régional appelé Calico Ghost Town. Situé à la sortie de l'Interstate 15, il se trouve à 4,8 km de Barstow et à  4,8 km de Yermo. Les lettres géantes orthographiées CALICO sont visibles sur les pics de Calico qui surplombent la ville fantôme.

## Histoire

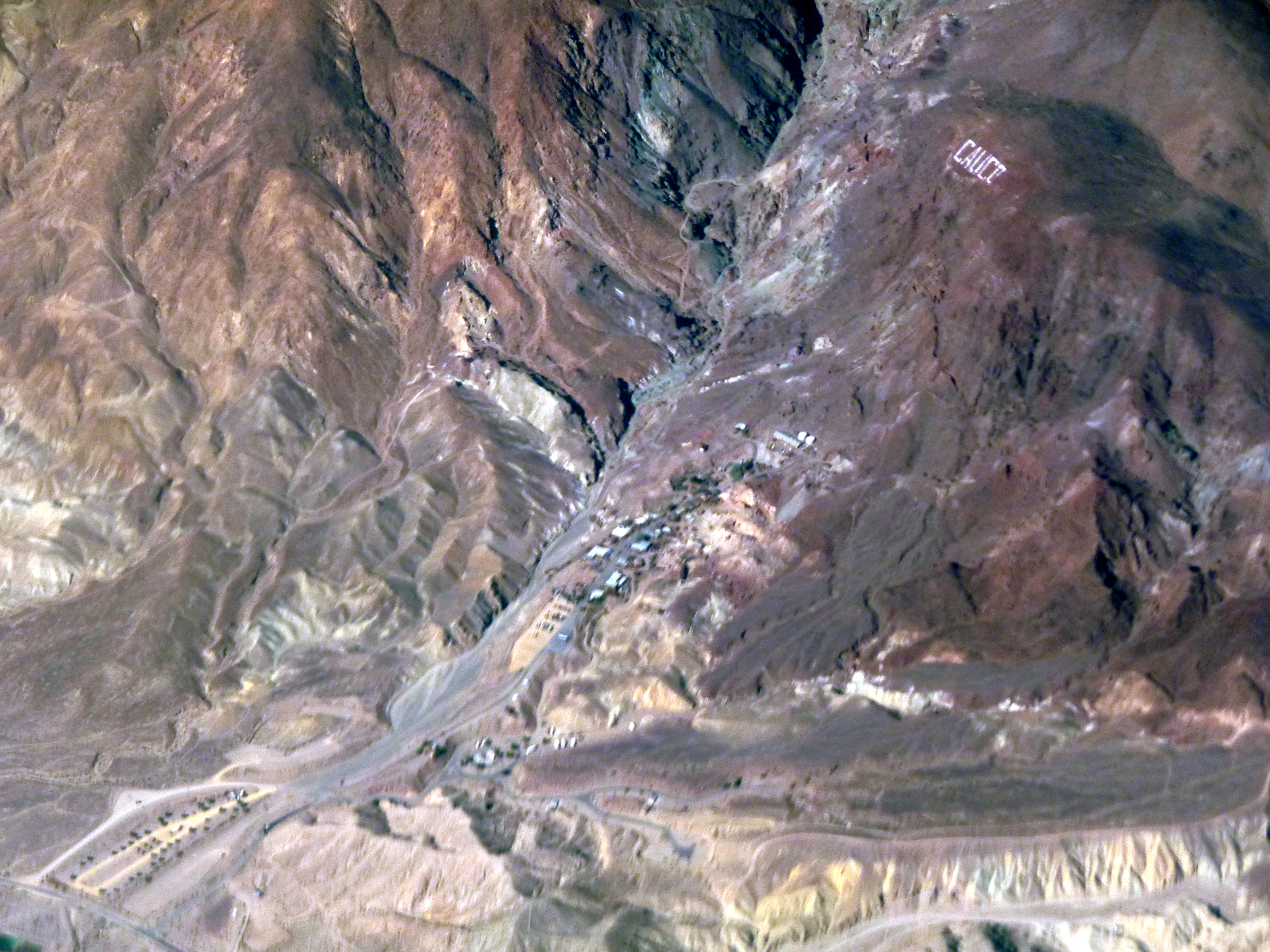
Vue aérienne de Calico

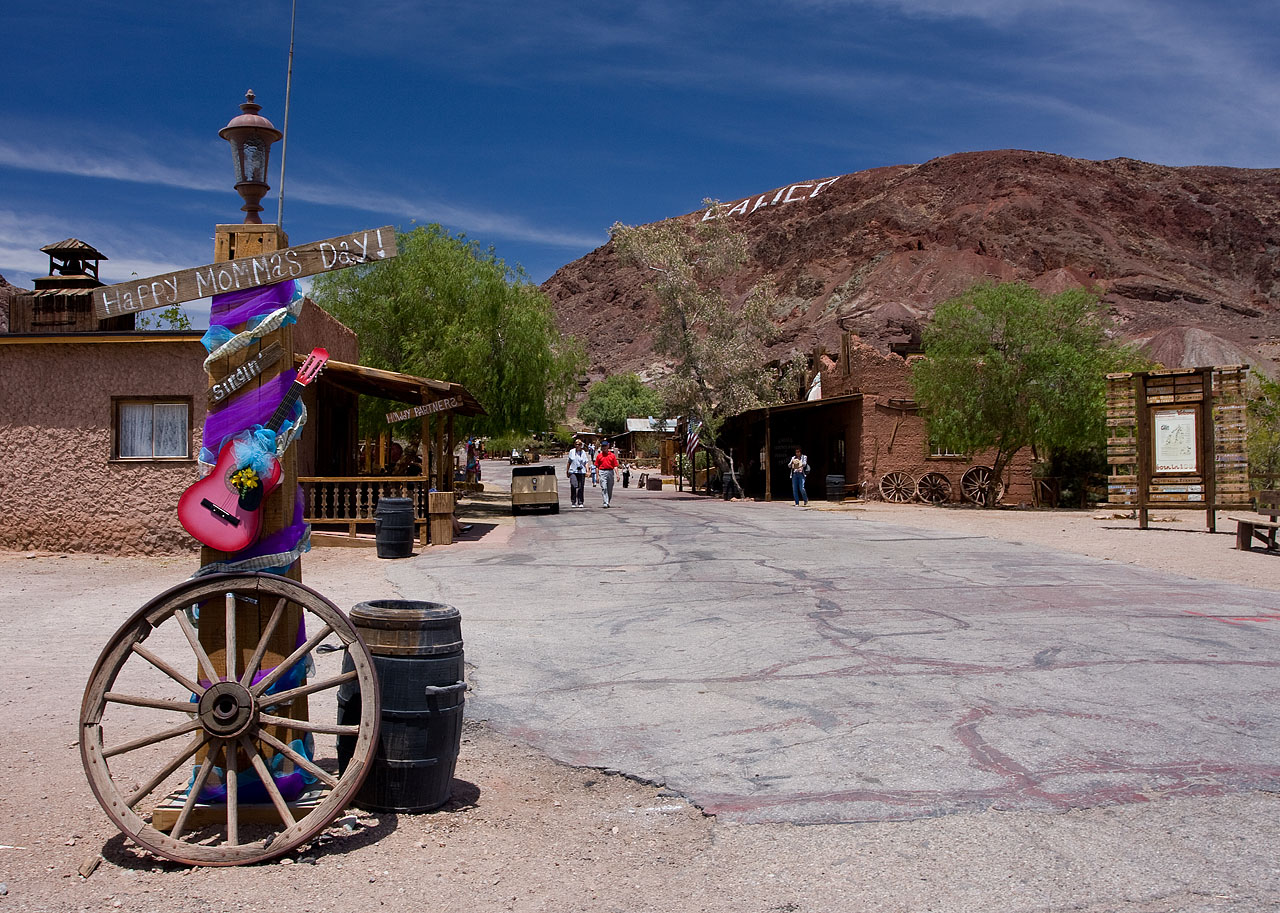
Calico

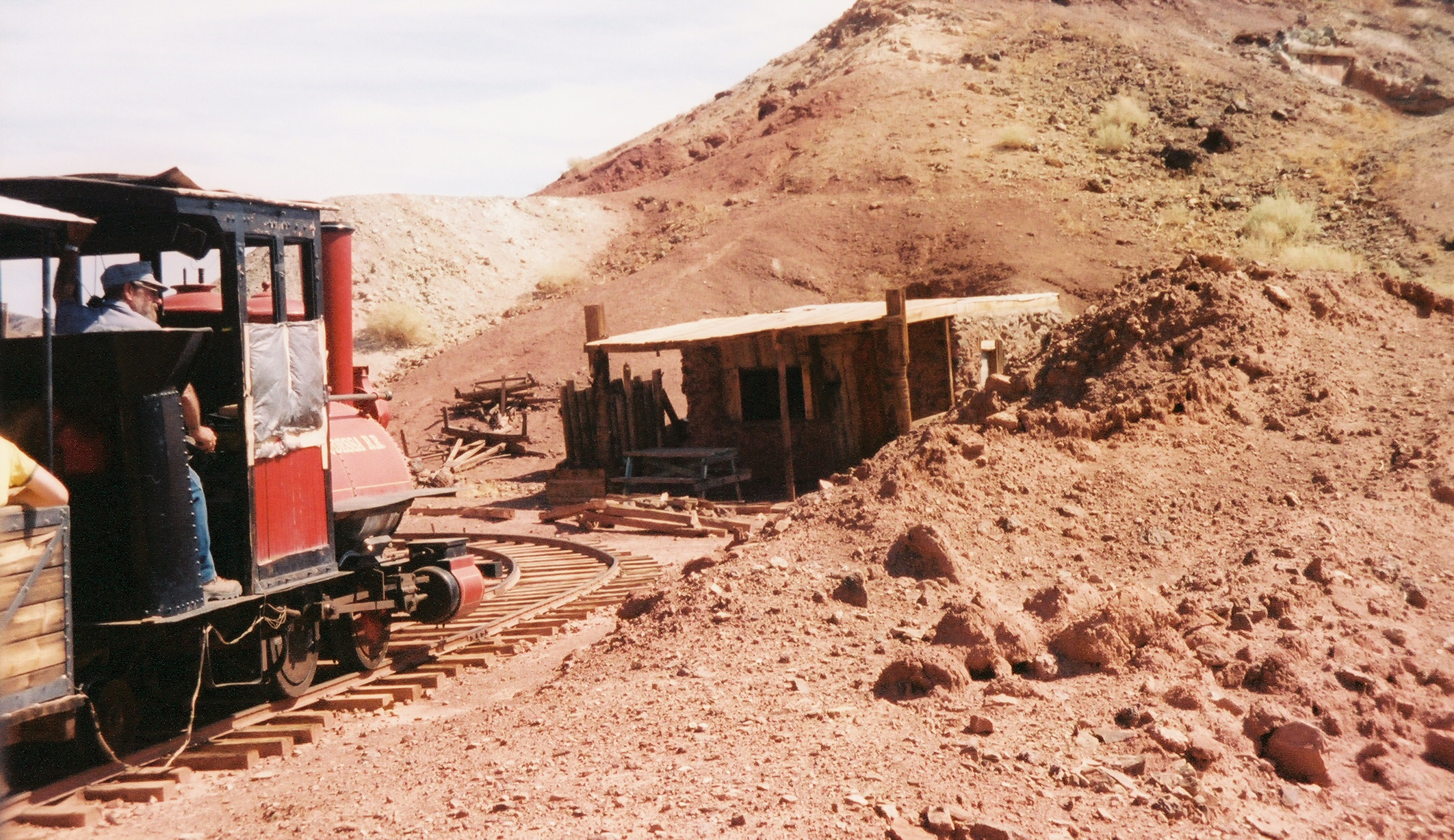
Calico & Odessa Railroad

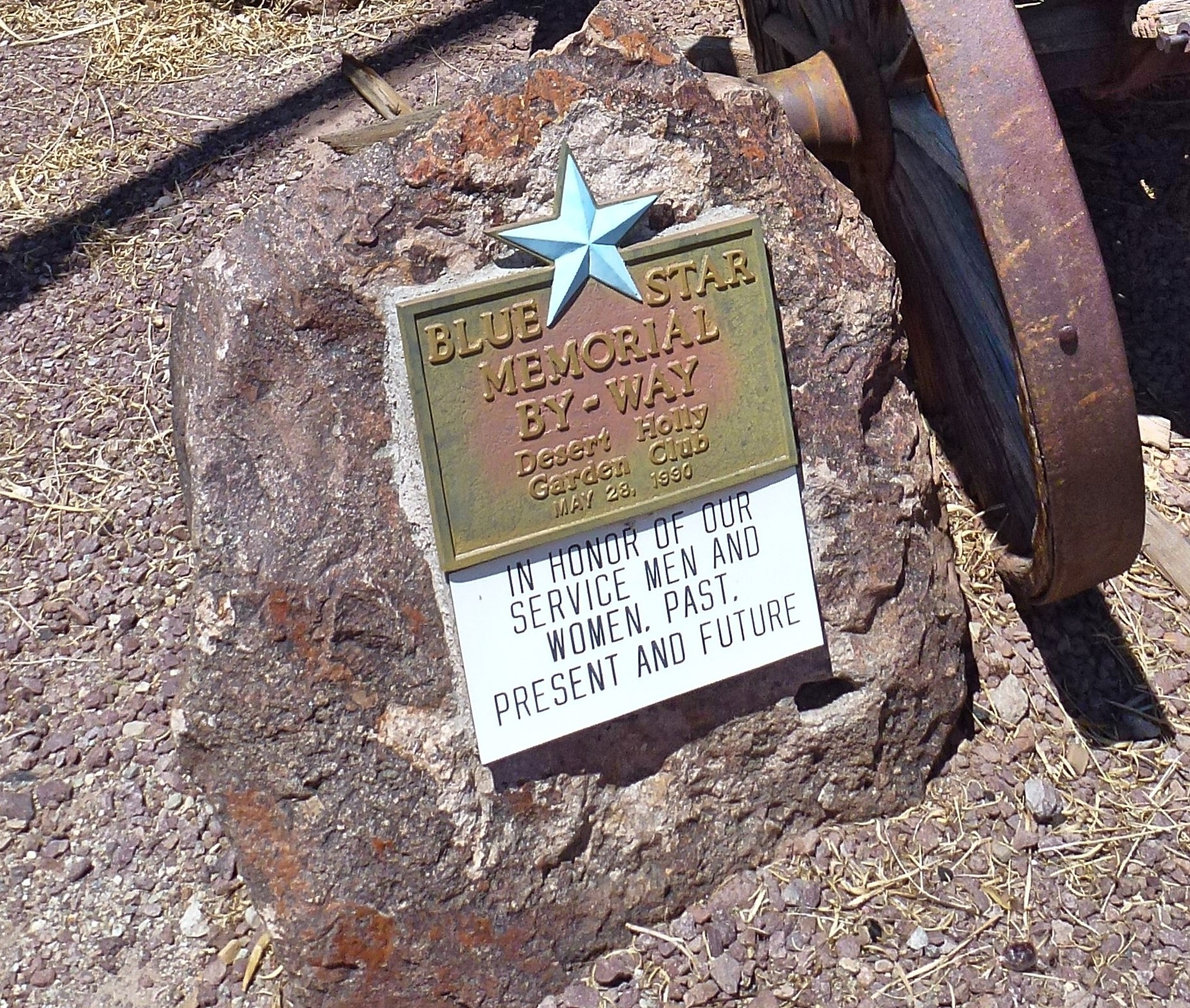
Route commémorative Blue Star à Calico

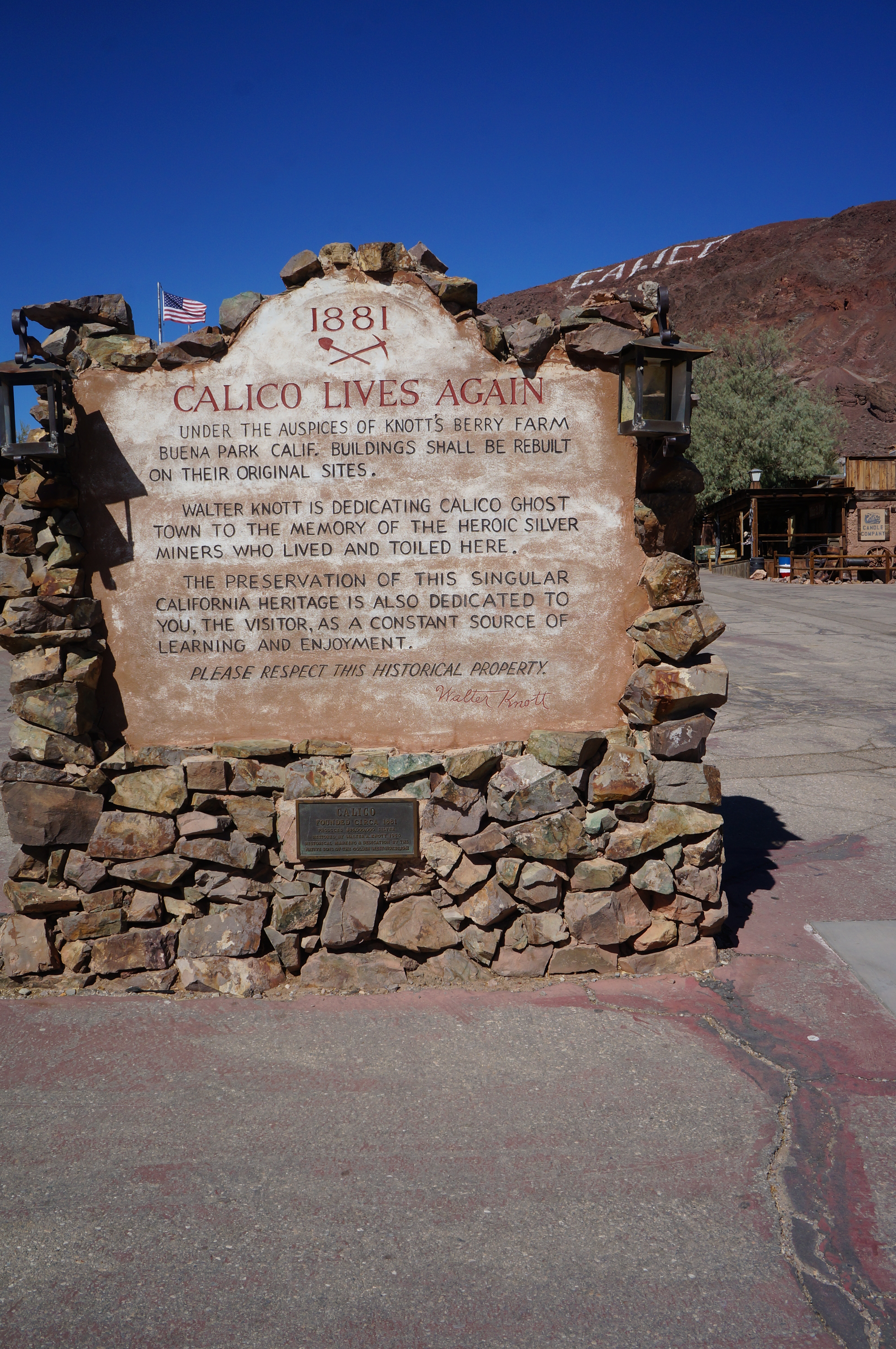
Mémorial Calico revit

En 1881, quatre prospecteurs quittaient la gare de Grapevine, aujourd'hui la gare de Barstow en Californie, pour se rendre au nord-est d'une chaîne de montagnes "couleur calicot" qu'ils appelèrent Calico ainsi que le village qui la surplombait. Les quatre prospecteurs y ont découvert de l’ argent  et ils ont ouvert la mine Silver King, qui devint le plus grand producteur d’argent de la Californie au milieu des années 1880. Un bureau de poste fut établi au début de 1882 et le calicot Imprimer, un hebdomadaire, a commencé à publier. La ville accueillit bientôt trois hôtels, cinq magasins généraux, un marché de viande, des bars, des maisons closes, trois restaurants et des pensions de famille. Le comté a établi un district scolaire et un bureau de vote. La ville comptait également un shérif adjoint et deux agents de police, deux avocats et un juge de paix, cinq commissaires et deux médecins. Il y avait aussi un bureau du groupe Wells Fargo, un service téléphonique et télégraphique.
À son apogée, la ville comptait plus de  500 mines d'argent, produisant plusieurs millions de dollars de minerai d'argent par an et comptait 3 500 habitants.
La découverte de minerais de colemanite et de borax dans les montagnes de  Calico  en quelques années a singulièrement contribué à la fortune de la région, avec une imposante majorité de ressortissants venant de la Chine, de l' Angleterre, de l'Irlande, de la Grèce, de la France, et des Pays-Bas. La même année, une loi sur l'achat d'argent a été promulguée et elle a entraîné une baisse du cours de l'argent. La ville fut rapidement desservie par un quartier rouge avec  23 bars et quatre maisons de tolérance, des arcades et des restaurants, et son propre petit Chinatown. Les infrastructures furent développées notamment, le Hank's Hotel, un bureau de poste, quelques églises et une école qui fut érigée sur les collines. Un journal local, Calico Print spécifique à la ville, rapportait les événements de la vie locale.
En 1896, le cours de l'argent tomba à 0,57 $ l'once, les mines d'argent de Calico n'étaient plus exploitables sur le plan économique. La poste et l'école furent fermées en 1898. Dans les années 1890, le prix de l'argent s'est effondré, rendant les opérations minières peu payantes. Avec la fin de l'exploitation des mines en 1907, la ville fut complètement abandonnée. Une tentative de relance de la ville a été faite vers 1915, lors de la construction d'une usine de cyanure pour récupérer l'argent des gisements non traités de la mine Silver King. Walter Knott et son épouse Cordelia, fondateurs de Knott's Berry Farm , étaient installés à Newberry Springs à cette époque, et Knott aida à la construction des réservoirs de cyanure de séquoia pour l'usine
En 1951, Walter Knott, fondateur de Knott's Berry Farm, a acquis la ville et a lancé un programme de restauration selon les photographies d'époque. À la fin des années 1950, un homme habillé comme un cowboy, appelé « Calico Fred », devint une curiosité locale.
En 1966, Knott a donné la ville au comté de San Bernardino et elle est devenue un parc de comté. Au début du XXIe siècle, le parc offre des visites guidées des mines Today, des duels au pistolet, ainsi que d'autres offres touristiques. C'est l'une des rares villes fantômes de l'Ouest américain à avoir été reconstruite dans son état d'origine.

## Le parc régional deCalico Ghost Town
En  en raison de son intérêt pour l’histoire des pionniers américains, Walter Knott (en) a achète et restauré la ville fantôme de Calico, qui abrite de véritables mines d’ argent, dans les années 1950, et il y a rénové l'architecture des bâtiments d'origine, afin qu'ils ressemblent à ceux des années 1880, à l'exception des cinq bâtiments, restés à l'identique, et classés historiques. Il a commencé à restaurer en faisant référence à des vieilles photographies. Il y a installé Noller un de ses employés de longue date surnommé "Calico Fred"  en qualité de   résident et gardien officiel
En 1966, Knott a fait don de la ville au comté de San Bernardino et le site de Calico est devenu un parc régional du comté. Le parc régional  de Calico s'est construit autour d'une artère principale, Main Street, longue de 400 m, bordée de part et d'autre, par des immeubles qui sont de fidèles répliques des établissements du début du XXe siècle. La plupart des bâtiments qui ont été reconstruits, abritent des boutiques, des restaurants, et des bistros dont les décorations sont faites avec les ustensiles utilisés par les mineurs . Dans le fond de la ville se trouve l'école.

## Monuments historiques

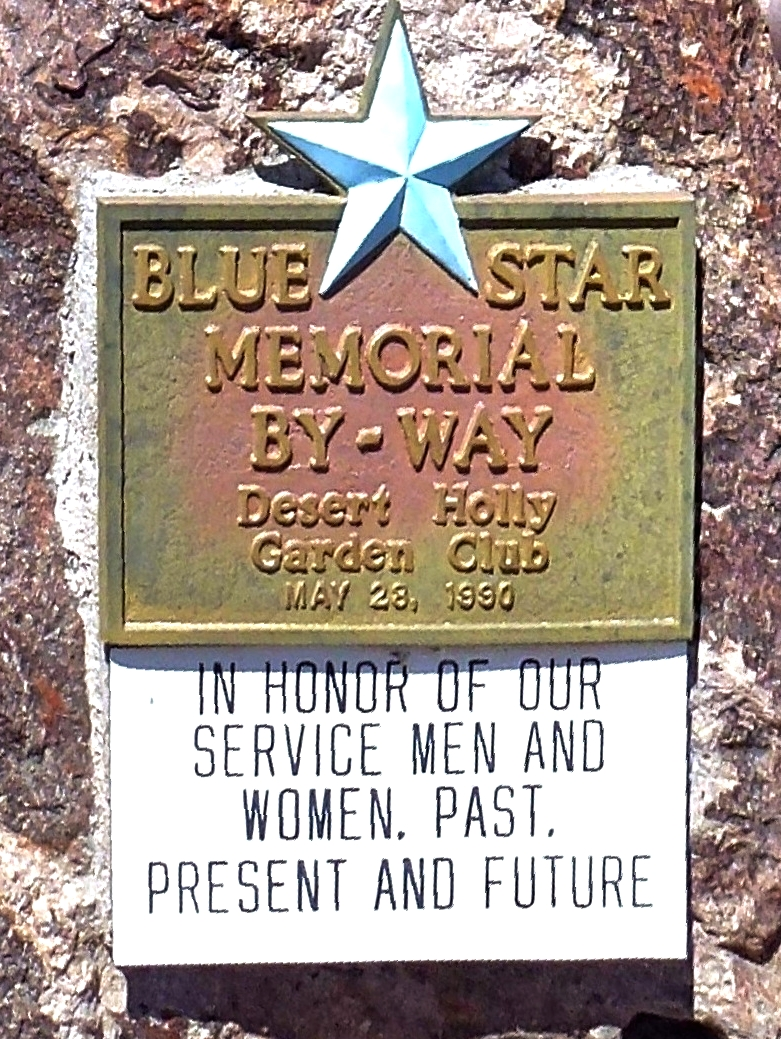
Borne historique Blue Star Memorial Highway N°782

Calico a reçu la plaque commémorative du monument historique californien n ° 782 et il a été proclamé en 2005 par le gouverneur Arnold Schwarzenegger pour être la ville fantôme de Silver Rush, de Californie
Calico est titulaire d'un  marqueur Blue Star Memorial Highway, une borne commémorative  utilisée dans les cimetières nationaux, les parcs, les installations pour rendre hommage aux forces armées américaines. L'étoile bleue était utilisée sur les drapeaux de service pour désigner un militaire en service actif pendant les guerres.
Cinq immeubles d'époque existent toujours, les autres sont des répliques construites sur les fondations des immeubles de l'époque. La ville est classée monument historique de la Californie et est qualifiée de « Ville fantôme officielle du silver rush »,
Le cimetière Calico, contient entre 96 et 130 tombes, du XXe siècle et  XXIe siècle

## Calico auXXIesiècle
- La ville a été la base de Kenny Rogers pour la première édition de l' album de  The Ballad of Calico de 1972  en se référant à la ville. Les chansons relatent la vie de personnes ayant vécu à Calico, telles que la professeure Virginia Merritt.
- Dans leur album de 2009, le groupe Enter the Haggis, a une chanson sur la ville fantôme intitulée "Ghosts of Calico" par  Gutter Anthems.
- Susan Lendroth , auteure de livres pour enfants, a écrit un livre d’images intitulé Calico Dorsey, «Mail Dog of the Mining Camps» , basé sur l’histoire vraie d’un chien transportant du courrier entre Calico et East Calico en 1885.
- Calico a été le lieu du tournage des dernières scènes du film noir du réalisateur américain Joseph Losey , The Prowler (1951), interprété par Van Heflin et Evelyn Keyes, et écrit par Dalton Trumbo (sous la vedette Hugo Butler ).
- Gorillaz y a tourné le clip vidéo de " Stylo ".
- Calico est mentionné dans "Swansea", une chanson de Joanna Newsom .
- Calico est la base de la ville enterrée dans la carte DLC de Black Ops II , Call of Duty: Résolution 1295.
- Calico est le cadre de l'épisode n°1965 « Le Livre » de la série télévisée , Death Valley Days , organisée par Ronald W. Reagan. Dans le récit, Tom Skerritt en tant que jeune joueur Patrick Hogan gagne une petite fortune à la table de roulette dans un salon Calico avec l’aide d’un ami chinois, Wong Lee ( George Takei ). Les deux hommes vont bientôt se retrouver séparés mais rapidement[8]
- Le roman d’horreur 2004 de Tamara Thorne , Thunder Road, a été inspiré par la ville fantôme[9]
- Le roman d'amour 2005 de Jennifer Lynn, New Prints In Old Calico, a été tourné à Calico.
- L' écrivain Lorin Morgan-Richards a écrit dans son livre de 2015 intitulé Welsh in the West West, où il a observé de près le fantôme de la dame blanche de Calico qui errait à la périphérie de la ville[10],[11],[12]
- Le groupe coréen mixte KARD y a tourné la version "cachée" de son clip dans sa première chanson "Hola Hola"le 13 décembre[13],[14]. La chanson a été produite par Nassun, qui a fait un caméo dans le clip vidéo, et dont les paroles ont été écrites par les membres B.M et J.Seph[15]. Ils mettent également en ligne le clip vidéo pour la chorégraphie d'"Oh NaNa", le 21 décembre[16].

## Source
- (en) Cet article est partiellement ou en totalité issu de l’article de Wikipédia en anglais intitulé « Calico, San Bernardino County, California » (voir la liste des auteurs).